# 1861年意大利大选
1861年意大利大选的第一轮选举于1861年1月27日举行，第二轮选举则于1861年2月3日举行。新当选的议会在1861年3月4日于都灵召开首次会议，并于13天后宣布意大利王国建立，维托里奥·埃马努埃莱二世为首任国王。
此次选举是根据撒丁尼亚王国于1848年颁布的选举法进行的，其中只有年满25岁并缴纳一定税款（每年四十里拉，特定地区或特定职业的公民除外）且有文化的男性才具有投票权。选举按照小选区制进行，若是在第一轮选举中没有任何候选人的得票率超过50%或超过该选区登记选民数的三分之一，则需要进行第二轮选举。教宗曾要求天主教徒抵制此次选举。

## 竞选活动
在此次选举中，右翼阵营由撒丁尼亚王国末任首相卡米洛·奔索领导，他长期涉足于政治，是意大利统一运动的领军人物。而左翼阵营则由乌尔巴诺·拉塔齐领导，他是左翼集团的元老人物。除此之外，还存在着一个独立于前两者的极左翼集团，由共和主义者朱塞佩·马志尼领导。
| 政党 | 政党   | 意识形态 | 领导者          |
| ---- | ------ | -------- | --------------- |
|      | 右翼   | 保守主义 | 卡米洛·奔索     |
|      | 左翼   | 自由主义 | 乌尔巴诺·拉塔齐 |
|      | 极左翼 | 激进主义 | 朱塞佩·马志尼   |

1861年意大利的总人口大约为2200万，但其中只有418,696人具有选举权。

## 选举结果
在此次选举中，右翼候选人所获席位数最多，为342个席位。他们绝大部分为来自意大利北部的既得利益阶层，拥有温和的政治立场并主张降低政府开支，同时还是君主制的拥护者。因此，卡米洛·奔索成为了意大利历史上第一位首相，但是仅在任不到三个月便因疟疾逝世，贝蒂诺·里卡索利为其接任者。

## 引用著作
- Nohlen, Dieter; Stöver, Philip. . Nomos. 2010  [2022-09-26]. ISBN 978-3-8329-5609-7. （原始内容存档于2022-09-26） （英语）.